# HSwMS Smyge
HSwMS Smyge fue un barco experimental de la armada sueca usado para probar tecnología de furtiva. La experiencia ganada con el Smyge fue utilizada en la planeación de las corbetas clase Visby. El Smyge es utilizado actualmente como buque de entrenamiento en la Academia naval sueca.